# Saint-Cernin-de-Larche
Saint-Cernin-de-Larche, vormals Saint-Sernin-de-Larche, ist eine Gemeinde in Frankreich. Sie gehört zur Region Nouvelle-Aquitaine, zum Département Corrèze und zum Arrondissement Brive-la-Gaillarde. Sie grenzt im Norden an Larche, im Osten an Lissac-sur-Couze und Chasteaux, im Süden an Chartrier-Ferrière und im Westen an Chavagnac.
Die Bewohner nennen sich Saint-Cerninois oder Saint-Cerninoises.

## Sehenswürdigkeiten
- Dolmen de la Chassagne und Dolmen von La Palein, beide Monuments historiques
- Kirche Saint-Saturnin, ebenfalls ein Monument historique

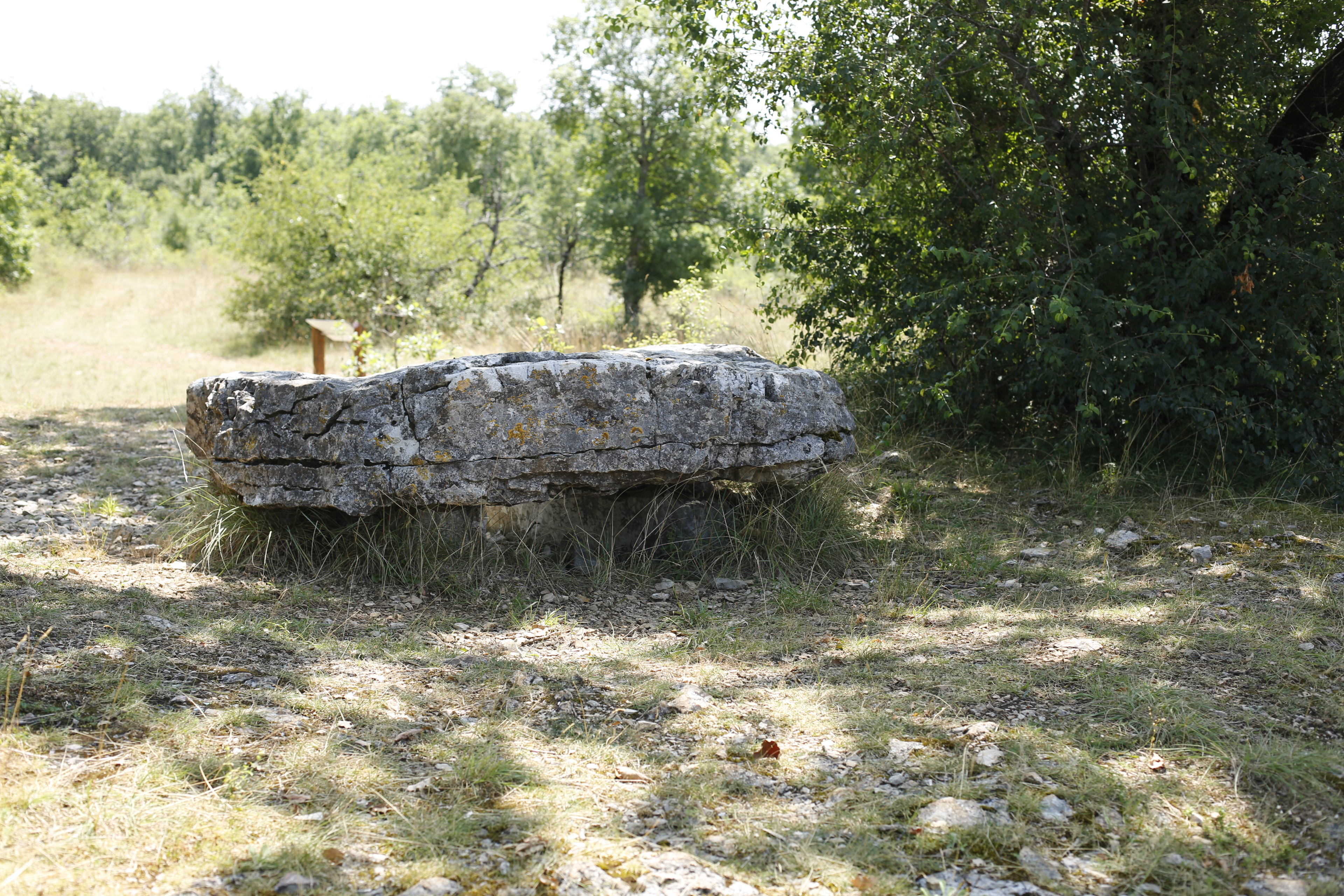
Dolmen de La Chassagne
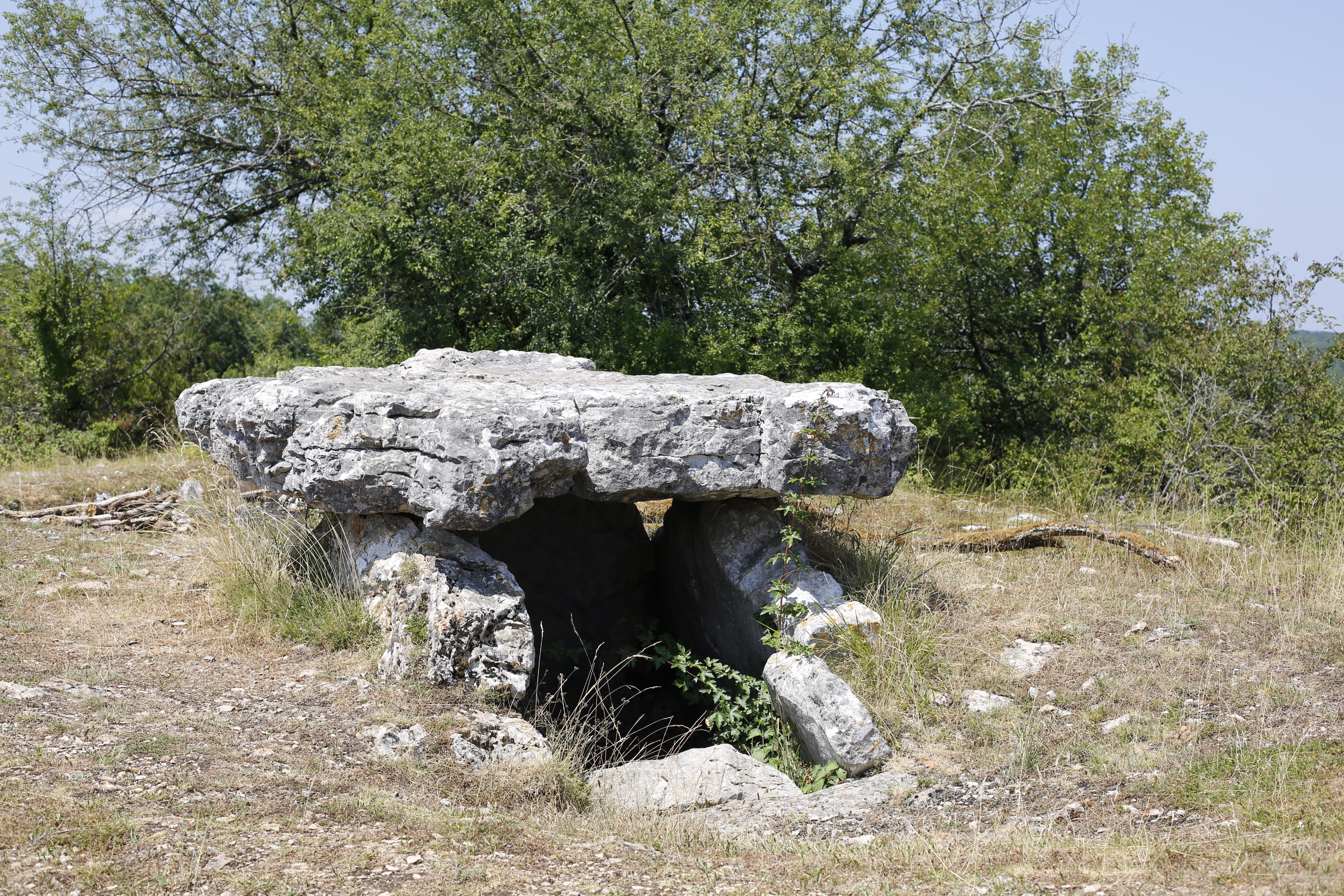
Dolmen de La Palein
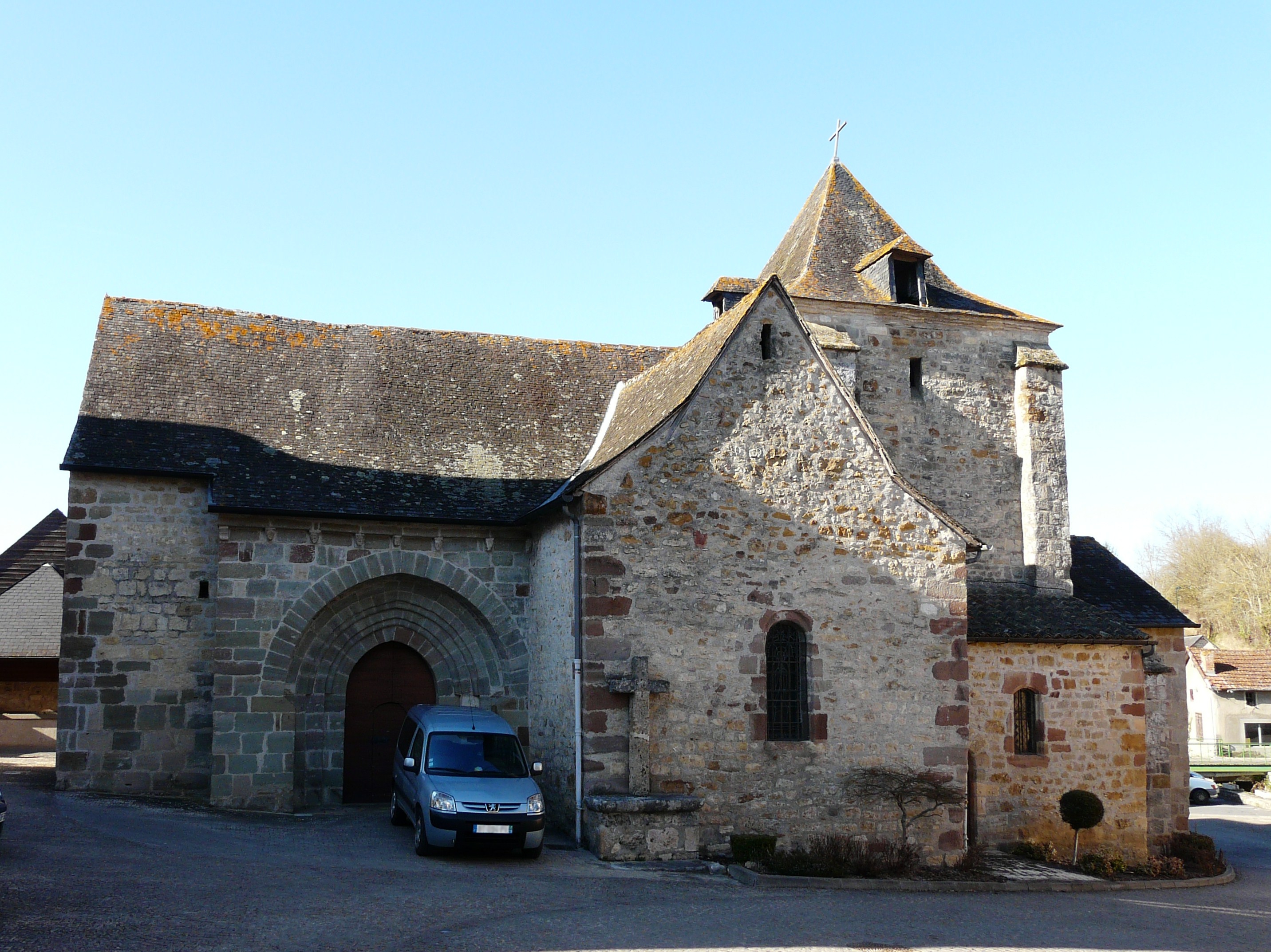
Kirche Saint-Saturnin
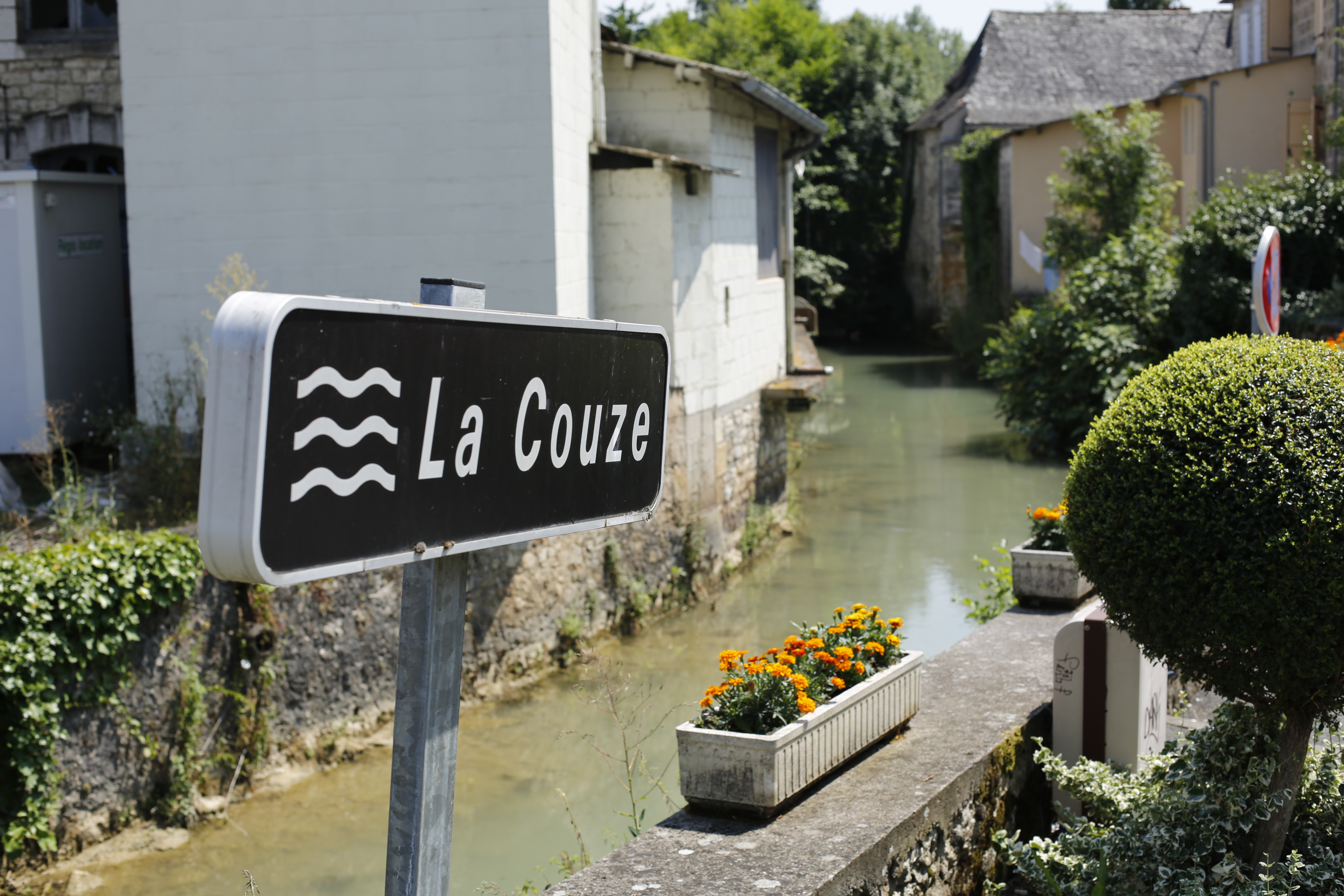
Die Couze fließt durch Saint-Cernin-de-Larche

## Bevölkerungsentwicklung
| Jahr      | 1962 | 1968 | 1975 | 1982 | 1990 | 1999 | 2008 | 2012 |
| --------- | ---- | ---- | ---- | ---- | ---- | ---- | ---- | ---- |
| Einwohner | 309  | 309  | 297  | 319  | 425  | 456  | 576  | 633  |